# National Hockey Association
National Hockey Association (1909 – 1917) organizacja, zreszająca profesjonalne kluby hokeja na lodzie w Ontario i Quebecu.
Po perturbacjach związanych z problemami w zalegalizowaniu ligi i licznych sprzeciwach ze strony poprzedzających ją organizacji, takich jak Amateur Hockey Association, National Hockey Association ruszyła w 1910 roku. Założyła ją rodzina O'Brienów, finansująca cztery drużyny: Renfrew Creamery Kings, Cobalt, Haileybury (znana później jako Montreal Canadiens i Les Canadiens of Montreal. Miesiąc później dołączyli do nich także Montreal Wanderers.
Od początku jej istnienia trwały walki o najlepszych zawodników, pensje najlepszych sięgały 3000$. Wkrótce, po zlikwidowaniu ligi CHA (Canadian Hockey Association) do tejże dołączyła drużyna Ottawa Senators.
Liga rozpadła się w 1917 roku, po przyłączeniu się największych klubów do National Hockey League.